# Antoni Osiński

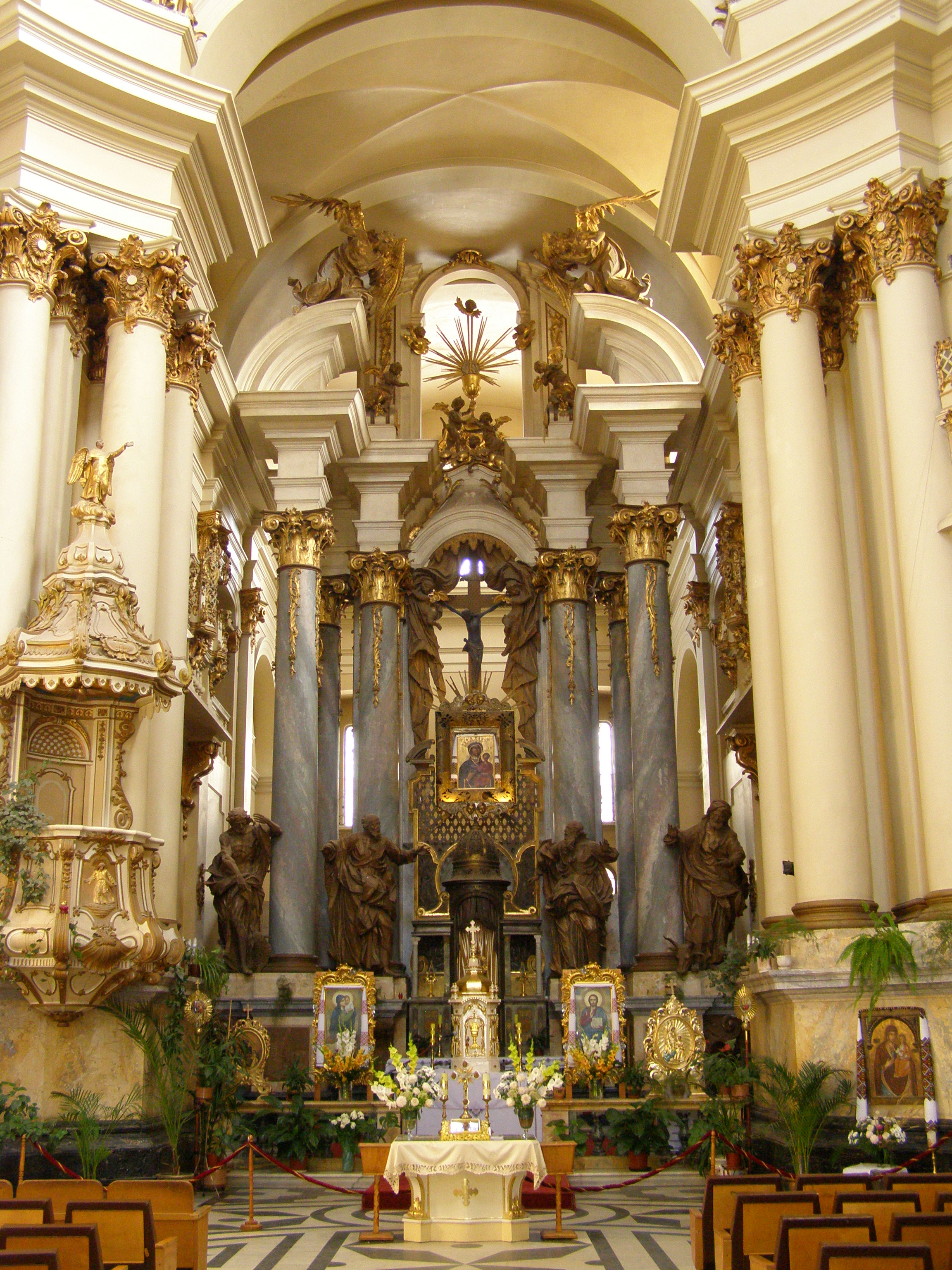
Lemberger Dominikanerkirche

Antoni Osiński (* um 1720; † 1764) war ein Lemberger Bildhauer des Spätbarocks und Rokoko und gilt als ein führender Vertreter der sogenannten Lemberger Rokoko-Skulptur. Osiński arbeitete hauptsächlich mit Holz.

## Leben und Werk
Sein künstlerisches Handwerk lernte er bei Sebastian Fesinger, Thomas Hutter oder Johann Georg Pinsel. Er war mit einem anderen Lemberger Bildhauer und Schnitzer Piotr Polejowski verschwägert. In seinem recht kurzen Leben hat er zahlreiche Werke geschaffen. Teilweise können diese nur durch stilistische Analysen und historische Belege zugeschrieben werden. Als ein möglicher Schüler wird Maciej Polejowski genannt. Zu von ihm erhaltenen Werken gehören unter anderem:
- Marienbasilika von Leżajsk: drei Altäre aus den Jahren 1755–1758
- Bernhardinerkloster in Sbarasch: zehn Altäre und Kanzel
- Michaelskirche von Lemberg: „Castrum doloris“ des Kasztelan von Kiew Nikodem Kazimierz Woronicz

Zu den wenigen Informationen, die über Osinski vorliegen, gehört sein Aufenthalt im Benediktinerkloster in Lemberg von mindestens 1754 bis 1762. Zu den bereits oben erwähnten Künstlern gehört ferner der Maler Stanisław Stroiński (1719–1802), der zu der Künstlergemeinschaft gehörte, zu denen er einen engen Kontakt pflegte.
Kurz vor seinem Tod erhielt er im April 1764 zusammen mit anderen Lemberger Bildhauern das Privileg, einen Säbel zu tragen. Er war mit Rozalia Polejowska verheiratet, mit der er sechs Kinder hatte, vier Söhne und zwei Töchter.